# جیک انجلی
جیک اَنجلی (متولد شده با نام جیکاب انتونی انجلی چنسلی؛ ح. 1988)، که به عنوان " شامانِ کیوانان "، " شامانِ کیو" و " گرگ یلوستون " هم شناخته می‌شود، نظریه‌پرداز توطئه، بازیگر، نویسنده و کنشگر آمریکایی است که در حمله ۲۰۲۱ به کاخ کنگره ایالات متحده شرکت داشت. وی از حامیان دونالد ترامپ رئیس‌جمهور سابق آمریکا و طرفدار تئوری توطئه کیوانان است.
در هنگام حمله ۲۰۲۱ به کاپیتول ایالات متحده در ۶ ژانویه، انجلی با پوشیدن لباسهای شامانی خود، از جمله سربند خز شاخدار، در حالی که رنگ‌های قرمز، سفید و آبی بر بدنش نقاشی شده بود و یک نیزه به درازای ۶ فوت (۱٫۸ متر) که پرچم آمریکا در زیر تیغه آن بسته شده بود را حمل می‌کرد، وارد صحن سنای ایالات متحده در کاپیتول شد. . از او همچنین در حالی که روی سکوی برافراشته مقابل صندلی مایک پنس معاون رئیس‌جمهور ایستاده بود عکس گرفته شد که توجه رسانه‌ها را به خود جلب کرد. وی بعداً گفت که پلیس در ابتدا مانع ورود جمعیت شده بود، اما سپس به‌طور مشخص به آنها اجازه ورود داده بود، که در آن زمان وی وارد شد.
در تاریخ ۹ ژانویه، انجلی به اتهام فدرال «ورود آگاهانه یا ماندن بدون اختیار قانونی در هر ساختمان یا محوطه محدود شده، و ورود خشونت‌آمیز و رفتارهای بی نظم به محوطه کاپیتول» دستگیر شد. طبق گزارشها، انجلی هنگامی که در زندان بود، از خوردن غذا امتناع کرد زیرا غذای ارائه شده ارگانیک نبود. متعاقباً دادگاه دستور داد او غذای ارگانیک دریافت کند. در دادگاه ۱۴ ژانویه، دادستان‌های فدرال گفتند که انجلی یادداشتی را روی میز پنس در تالار سنا گذاشته بود که در آن نوشته شده بود «فقط مشخص نیست، عدالت در راه است.»